# زفاف الأمير هاري وميغان ماركل
أقيم حفل زفاف الأمير هاري وميغان ماركل في 19 أيار/مايو 2018 في الساعة الثانية عشر بالتوقيت الصيفي البريطاني في كنيسة سانت جورج في قلعة وندسور بإنجلترا. العريس الأمير هاري هو أحد أعضاء العائلة البريطانية المالكة بينما العروس ميغان ماركل هي ممثلة أمريكية.

## إعلان الخطوبة

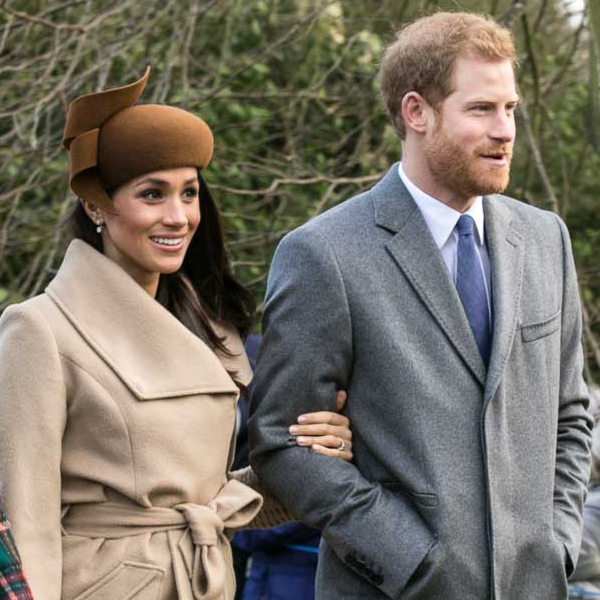
هاري وميغان يحضران قداس عيد الميلاد المجيد عام 2017

الأمير هنري ويلز المعروف باسم الأمير هاري  هو الابن الثاني من الأمير تشارلز وديانا أميرة ويلز، أما ميغان ماركل فهي ممثلة أمريكية معروفة عن دورها في الدراما القانونية الأمريكية  الدعاوى القضائية. ارتبط الثنائي في حزيران/يونيو من العام 2016، واعترف الأمير هاري بطبيعة العلاقة في 8 تشرين الثاني/نوفمبر 2016 حيث صدر بيان رسمي من سكرتير العلاقات العامة في العائلة المالكة يتناول «موجة الإساءة والمضايقة» الموجهة نحو ماركل.
في 27 تشرين الثاني/نوفمبر عام 2017، أعلنت كلارنس هاوس عن أن زواج الأمير هاري وميغان ماركل سيتم في ربيع عام 2018، وكانت الخطوبة قد تمت في وقت سابق من نفس الشهر في لندن؛ حيث أهدى الأمير ماركل خاتم خطوبة من شركة كليف (بالإنجليزية: Cleave & Company)‏ وهي دار مجوهرات معتمدة من قبل الملكة إليزابيت. يتألَّف هذا الخاتم من حجر كبير من الماس قادم من بوتسوانا ويُحيط به حجران أصغر حجماً من مجموعة مجوهرات خاصة بأمه الأميرة الراحلة ديانا. وفي الوقت نفسه أُعلن أنهم سيعيشون في كوخ نوتنغهام داخل أراضي قصر كنسينغتون بعد الزواج.
أعربت الملكة ودوق إدنبرة عن سعادتهم عند سماع خبر الزواج في حين جاءت التهاني من مختلف الزعماء السياسيين البريطانيين بما في ذلك رئيسة الوزراء تيريزا ماي وزعيم المعارضة جيريمي كوربين. بعد الإعلان أجرى الزوجان مقابلة حصرية مع مشعل حسين من بي بي سي نيوز.
ماركل ستكون ثاني أمريكية تعقد قرانها بأحد أفراد العائلة المالكة في المملكة المتحدة، كما تُعد أول شخص من عرق مختلط يتزوج بفرد من العائلة المالكة البريطانية. إعلان الخطوبة تسبب في ضجة حيث تساءل البعض عن ميغان وعن كونها ستُصبح فردا من العائلة المالكة بعدما كانت ممثلة عادية.
بما أن هاري يعد الخامس في خط الخلافة على العرش البريطاني في وقت خطوبته، فقد حصل على إذن الملكة بالزواج بموجب قانون عام 2013 لخلافة التاج والذي يسمح للعاهل بالموافقة أو عدم الموافقة على زيجات أول ستة أشخاص في خط الخلافة. تم إعلان موافقة إليزابيث الثانية في مجلس الملكة الخاص في المملكة المتحدة بتاريخ 14 أذار/مارس 2018.
رغم أن ماركل التحقت بمدرسة كاثوليكية خاصة في سنواتها الأولى، إلا أنها لم تكن تعرف باسم الكاثوليكية الرومانية. في 6 آذار/مارس 2018 تم تعميدها في كنيسة إنجلترا من قبل رئيس أساقفة كانتربيري جوستين ويلبي في قصر سانت جيمس. هذا وتجدر الإشارة إلى أن الكنيسة لم تعد تستنكر الزواج بين مطلقة وعازب. بعد الخطوبة،  بدأت ماركل تعمل من أجل نفسها حتى تُصبح بذلك مواطنة بريطانية؛  مع العلم أنها احتفظت بجنسيتها الأمريكية.  لكن وبالرغم من ذلك فقصر كنسينغتون أشار إلى أن القرار حول ما إذا كانت ستحتفظ بجنسيتها المزدوجة أم لا لم يتم بعد. تمت دعوة الزوجين للاحتفال بعيد الميلاد المجيد عام 2017 مع العائلة المالكة في عزبة الملكة ساندرينجهام. تم التقاط صور الخطوبة الرسمية من خلال المصور أليكسي لوموريسكي المساعد السابق لـماريو تيستينوا في بيت فروجمور، ونشر قصر كنسينغتون الصور في 21 كانون الأول/ديسمبر 2017.

## حفل الزفاف

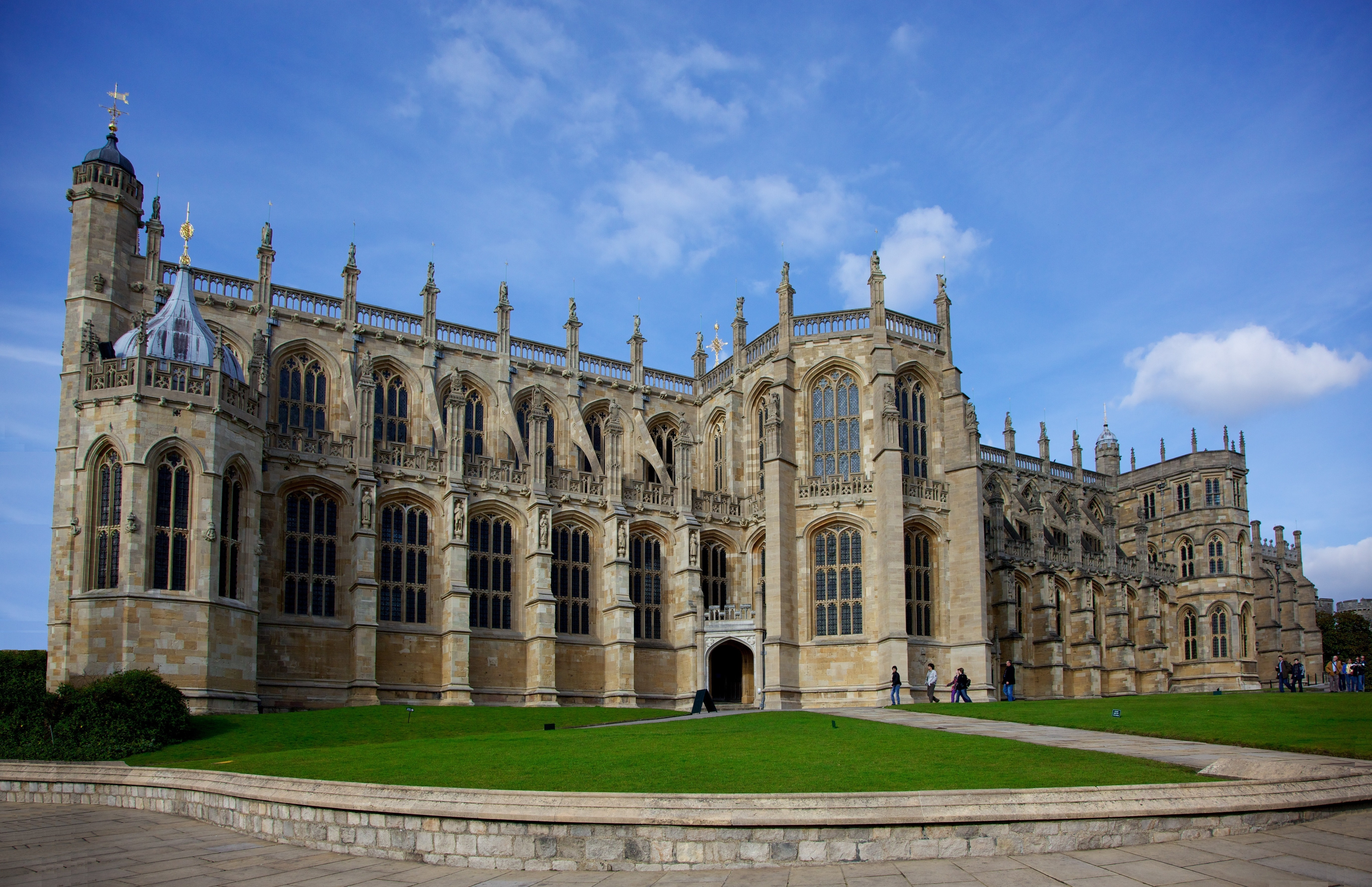
كنيسة سانت جورج في وندسور

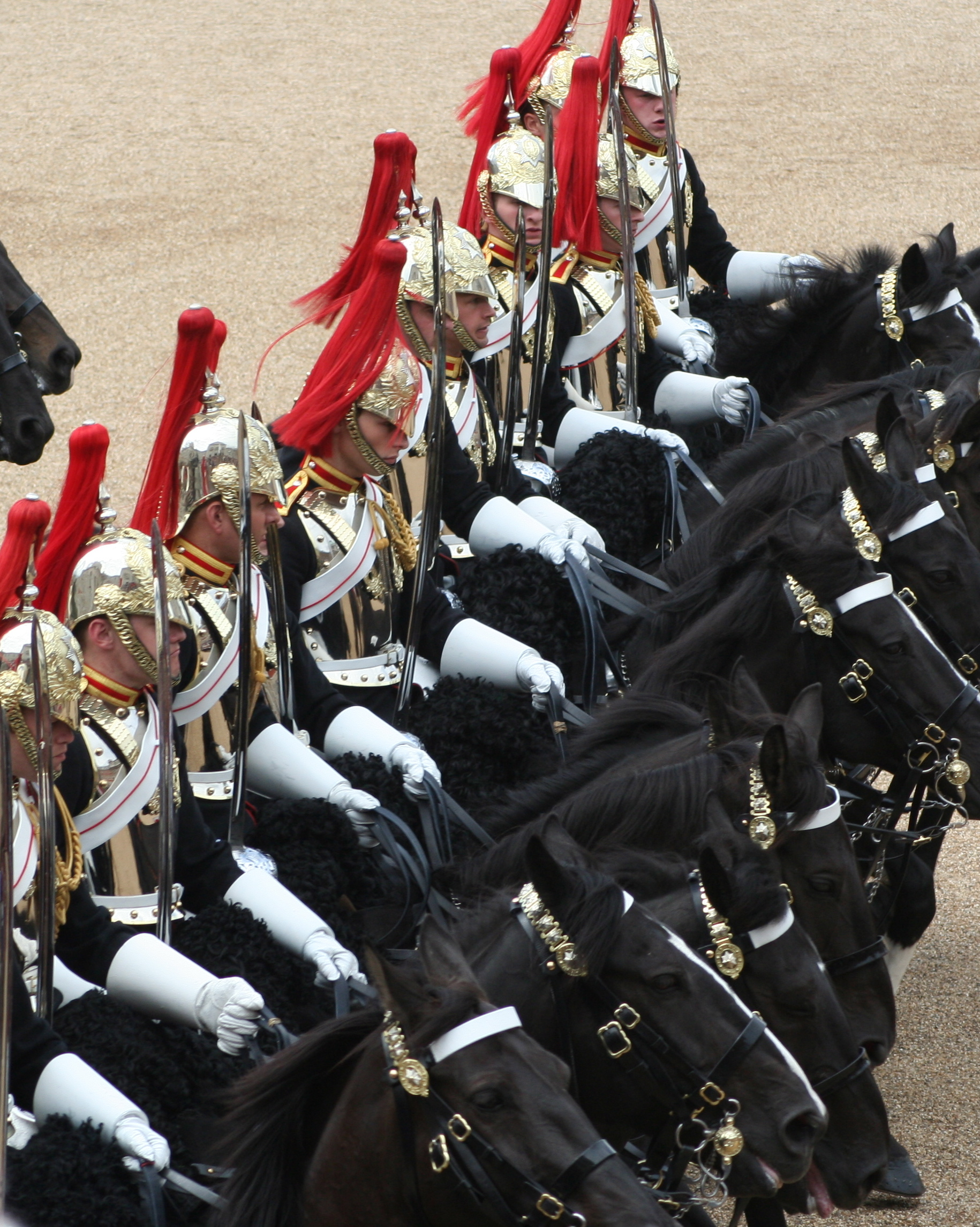
جنود متجولون من الحرس الملكي شاركوا في حفل الزفاف

أُقيم حفل الزفاف يوم 19 أيار/مايو 2018 في كنيسة القديس جورج في قلعة وندسور. كان هذا المكان في السابق موقعا لحفلات زفاف عم الأمير هاري إيرل وسكس وابن عمه بيتر فيليبس بالإضافة إلى دوقة كورنوال زوجة والد هاري.
كلَّف ثوب زفاف ميغان وحده حوالي 500000 جنيه إسترليني، حيث أعلنت العائلة المالكة أنها ستتحمل تكاليفه وتكاليف حفل الزفاف ككل التي تُقدر بـ 30 مليون جنيه إسترليني. في كانون الأول/ديسمبر 2017 طُلب من المصمم الإسرائيلي إنبال درور تقديم تصاميم لفساتين الزفاف. اعتبارا من كانون الثاني/يناير 2018 نُشرت أخبار حول أن المصمم البريطاني ستيوارت بارفين هو من سيتكلف بتصميم فستان الزفاف.
ذكرت الحكومة البريطانية أن يوم الزفاف لم يكن مخططا له ولهذا تصادف مع نهائي كأس الاتحاد الإنجليزي كما تصادف مع العطلة المصرفية وهذا نفس ما حدث في حفل زفاف الأمير وليام وكاثرين ميدلتون. صرَّح قصر كنسينغتون في لندن في وقت لاحق أن الزفاف سيعقد يوم السبت 19 أيار/مايو 2018 وذلك في نفس يوم نهائي كأس الاتحاد الإنجليزي ولم يكن يُعرف ما إذا كان ويليام شقيق الأمير هاري سيحضر للنهائي أم لا. عُقد الزفاف الملكي في عطلة نهاية الأسبوع هو استراحة مع التقليد الملكي من وجود حفلات الزفاف على أيام الأسبوع. في 12 شباط/فبراير 2018 أعلن قصر كنسينغتون في لندن أن الحفل سوف يقام في الساعة الثانية عشر، وبعد الحفل سيكون هناك موكب من قلعة وندسور فضلا عن اثنين من حفلات الاستقبال؛ أول استقبال تستضيفه الملكة سيعقد في قاعة سانت جورج بعد إتمام الموكب؛ أما ثاني استقبال فسيتم في بيت فرجمور؛ بينما سيتم استقبال الأسرة والأصدقاء المقربين في وقت لاحق من اليوم.
تم الإعلان عن 250 فردًا من القوات المسلحة البريطانية للمساهمة في حفل الزفاف، وتأتي الأغلبية من الوحدات التي لها علاقة مع الأمير هاري:
- أعضاء من سلاح الفرسان سيشكلون حفلة سلالم في الكنيسة.
- مشاركة مجموعة من الكتائب:
  - الكتيبة الأولى من الحرس الأيرلندي
  - الكتيبة الأولى من بنادق جورخا الملكية
  - الفوج الثالث من سلاح الجو في الجيش
  - البحرية الملكية
  - مشاة البحرية الملكي
  - سلاح الجو الملكي البريطاني

### حفل الزفاف
في 26 نيسان/أبريل عام 2018 أعلن قصر كنسينغتون في لندن أن الأمير هاري قد اختار أخوه الأكبر الأمير ويليام دوق كامبريدج ليكون الإشبين. في البداية كانت هناك شكوك حاول إمكانية غياب الأمير وليام عن نهائي كأس الاتحاد الإنجليزي الذي عادة ما يحضره بصفته رئيس اتحاد كرة القدم الإنجليزي أو ربما سيكون قادرا على حضور الحفلين معا (حفل الزفاف ونهائي كرة القدم). صدر بيان في كانون الأول/ديسمبر 2017 من قصر كنسينغتون في لندن يُؤكد على أن توقيت الزفاف لن يتعارض مع المباراة. ومع ذلك فقد تم التأكيد في آذار/مارس على أن الدوق ويليام لن يحضر النهائي في ذلك اليوم.
كانت هناك اقتراحات لخرق وكسر التقاليد وذلك من خلال اختيار ميغان لإشبينتها مع إشاعة اختيار صديقتها جيسيكا مولروني. في أوائل أيار/مايو 2018 تم التأكد من أنَّ العروسة لن تُرافقها إشبينتها وأن وصيفات الشرف وصبيان الزفاف سيكونون جميعا أطفالا.

### تفاصيل حفل الزفاف
اصطحب ميغان ماركل والد زودها الأمير تشارلز في الممر و ذلك لمرض والدها و تعذر حضوره للزفاف، بينما ألقت عمة الأمير هاري البارونة فيلوس كلمة، ثم قام عميد وندسور ديفيد كونر بإدارة الخدمة جنباً إلى جنب مع رئيس أساقفة كاتربري جوستين ويلبي. تكلّف بمراسم الزواج الأسقف الرئيسي ورئيس الكنيسة الأسقفية مايكل كاري حيث قام بتلاوة الخطبة والعظة.

### الموسيقى
حضر حفل الزفاف اثنين من الجوقات وأوركسترا قدمت موسيقى فنية هادئة. معظم الموسيقيين هم من فرقة أوركسترا ويلز الوطنية جنبا إلى جنب مع أوركسترا الحجرة الإنجليزية والأوركسترا الفيلهارمونية، بالإضافة إلى جوقة القديس جورج. كما حضر الزفاف سلاح الفرسان التابع للمملكة والذي قدم عرضاً صاخبا إلى حد ما. كانت الموسيقى تحت التوجيه العام من جيمس فيفيان الذي شغل أيضا مدير الموسيقى؛ أما فرقة الأوركسترا فقد قادها وارن كريستوفر جرين.

### الضيوف
في نيسان/أبريل عام 2018، أُعلن عن «قائمة رسمية» محلية ودولية للحضور والملاحظ في القائمة أن العائلة المالكة تفادت دعوة معطم إن لم يكن كل الزعماء السياسيين بما في ذلك رئيسة الوزراء تيريزا ماي وزعيم المعارضة جيريمي كوربين وغيرهم من القادة. أما بخصوص رئيس الولايات المتحدة دونالد ترامب فيُعتقد أنه لم يتم إرسال دعوة له وذلك بناء على عشرات التقارير؛ في المقابل فشقيق هاري الأمير وليام كان قد أرسل دعوات حضور لمجموعة من الساسة خلال حفل زفافه وذلك بسبب مركزه المستقبلي كوريث للعائلة. وكانت العائلة المالكة قد تعللت بقرار عدم دعوة القادة السياسيين لحفل الزفاف بسبب صغر حجم المكان مع الأخذ في الاعتبار أيضا أن الأمير هاري يقع في المرتبة السادسة في ترتيب ولاية العرش.
تميز الزفاف الملكي بحفل زفاف صغير إلى حد ما حيث بلغ عدد الضيوف ما يقرب من 600 شخص فقط؛ معظمهم تربطهم «علاقات مباشرة» بالزوجين. كما دُعي 200 آخرين من المقربين للزوجين لحضور حفل الاستقبال المسائي في بيت فرجمور، بالإضافة إلى ما يقرب من 1200 شخص من الجمهور مدعو لاستقبال الزوجين خارج الكنيسة في قلعة وندسور. جذير بالذكر أن سارة دوقة يورك الزوجة السابقة للأمير أندرو دعيت إلى حفل الزفاف على الرغم من أنها لم تدع إلى حفلات زفاف الأمير وليام وكاثرين ميدلتون في عام 2011، غير أنها لم تدع إلى الاستقبال المسائي ببيت فرجمور الذي يقيمه الأمير تشارلز  والذي كان قد أبدى  «انزاعجه الشديد» بسبب استبعادها.

### التبرعات الخيرية
في نيسان/أبريل من العام 2018 أعلن الخطيبان أنه بدلاً من إرسال هدايا الزفاف يجب على الناس تقديم تبرعات خيرية. وأعلنوا عن قائمة تضم سبع منظمات فردية لم يكن لأي منها ارتباط رسمي بهما وتم ترشيحهم للاستفادة من مثل هذه التبرعات.

## التغطية الإعلامية
تم تغطية الزفاف الملكي من قِبل عشرات القنوات والصحف العالمية؛ إلا أن البث تكلَّفت به قناة بي بي سي وان جنبا إلى جنب مع سكاي نيوز وإي تي في في المملكة المتحدة.

### بي بي سي
تكلَّف المراسل هيو إدواردز حيث قام بتغطية أخبار الزفاف الملكي رفقة ديزرد آيلاند سيستري الذي أذاع الحفل في إذاعة بي بي سي من خلال استضافة كريس إيفانز وسكارليت موفات.

### آي تي في
تكلَّف فيليب سكوفيلد وجولي اتشينجهام بتغطية حفل الزفاف.

### سكاي نيوز
كُلِّف كاي بيرلي، آنا بويتينج وأليستر بروس وغيرهم بتغطية حفل الزفاف.

## اللقب
تقليديا، يتم منح الأمراء والأميرات الملكيات لقبا نبيلا بعد الزواج وهذا ما حدث فعلا مع كل من أعمام الأمير هاري دوق يورك وإيرل وسكس وكذلك شقيقه الأكبر دوق كامبريدج. إذن ففي حال تم منح الأمير هاري لقبا سوف تحصل زوجته  تلقائيا على ما يعادله. قبل الزفاف بساعات تم منح الأمير هاري ألقاب دوق ساسكس و إيرل دمبارتون و بارون كيلكيل و هو ما يعني أن تحصل ماركل على الخطاب التشريفي «صاحبة السمو الملكي دوقة ساسكس» مع الزواج.

## روابط الخارجية
- الفرع الرسمي للزفاف الملكي على الموقع الرسمي للعائلة المالكة البريطانية